# Melioidose
A melioidose é um nome dado a qualquer infecção causada por um bacilo gram-negativo chamado Burkholderia pseudomallei. A doença possui uma alta taxa de letalidade e exige o diagnóstico e início de tratamento precoce como redutores desse risco.
É considerada endêmica de regiões do sudoeste da Ásia e nordeste da Austrália. Há relato de casos em outras regiões, embora com uma incidência bem menor, como América Central e do Sul, Oriente Médio, Pacífico e países da África.
No Brasil, a melioidose foi diagnosticada pela primeira vez no Ceará, em 2003. Em 2005 houve uma nova incidência, com a ocorrência de óbitos e novamente, em 2008 a doença apareceu, afetando 2 vítimas e causando a morte de um jovem de 17 anos.
Ceará registra um novo caso de Melioidose no município de Granja, a 488 km de Fortaleza. O caso foi confirmado, em março de 2009 e continua sob investigação epidemiológica, de acordo com nota técnica da Secretaria da Saúde do Estado (Sesa).
O interesse em torno da doença tem aumentado pois a bactéria causadora pode ser utilizada para desenvolver armas biológicas. A bactéria está classificada como agente da categoria B, segundo o Centro de controle e prevenção de doenças estado-unidense.

## Infecção
Os homens e animais adquirem a infecção do Burkholderia pseudomallei, o bacilo causador da melioidose, por meio do solo ou da água contaminados, através da ingestão, inoculação cutânea ou inalação.
A doença pode se apresentar em uma variedade de formas clínicas, dentre as quais as mais freqüentes são a pneumonia e a septicemia.
Já foram descritos casos em bovinos, cabras, macacos, ovelhas, animais silvestres diversos e mesmo em golfinhos. Não há, porém, registros de transmissão de animais para o homem.